# وانگ فی (بازیکن فوتبال، متولد ۱۹۹۰)
وانگ فی (انگلیسی: Wang Fei؛ زادهٔ ۲۲ مارس ۱۹۹۰) بازیکن فوتبال اهل چین است.
از باشگاه‌هایی که در آن بازی کرده‌است می‌توان به باشگاه فوتبال زنان المپیک لیون، باشگاه فوتبال ۱.اف‌اف‌سی توربین پوتسدام، و باشگاه فوتبال زنان بایرن مونیخ اشاره کرد.
وی همچنین در تیم ملی فوتبال زنان چین بازی کرده‌است.